# Perunwit
Perunwit – polska grupa pagan-, folkmetalowa założona w Poznaniu w 1994 roku.

## Dyskografia
Albumy
- W Kręgu Debów (1995)
- Perkunu Yra Dang I (1996)
- Perkunu Yra Dang II (1996)
- Wszystkie Odcienie Szarości (2000)
- Na Drodze do Sprawiedliwości (2006)

Dema
- Wilczy Zew (1995)
- Czas Zimowego Tryumfu (1999)

Splity
- Legion / Perunwit (1995)
- Perunwit / Kraina Bez Wiatru (1996)
- Moonlit Compilation Tape Vol. 2 (1998)